# Le Cheval enchanté
Le Cheval enchanté, parfois intitulé Le Cheval d'ébène, est un conte des Mille et Une Nuits.

## Histoire
Pendant l'une des fêtes du Norouz (nouvel an iranien), à Chiraz en Perse, un Indien paraît près du roi avec un cheval en bois d'ébène sellé, bridé et richement harnaché. Il lui révèle qu'on peut faire voler l'animal en actionnant la cheville droite et accepte de le céder en échange de la main de sa fille. 
Le prince Firouz Schah s'en offusque. Il met en route le cheval mécanique comme il a vu l'Indien le faire, sans attendre les instructions de pilotage et disparaît dans les airs. Il trouve finalement le moyen de redescendre sur la terre en tournant la cheville gauche et atterrit dans un autre palais, au Bengale. Il y rencontre une princesse dont il tombe amoureux.Il veut la ramener en Perse pour l'épouser. Malheureusement, l'Indien se venge d'avoir été enfermé dans les cachots, en enlevant la princesse. L'Indien dépose le cheval au Cachemire où il se fait couper la tête par le sultan des lieux qui est amoureux de la princesse. Celle-ci refuse ses avances et elle attend le prince de Perse pour la délivrer. Ce dernier arrive au Cachemire et apprend que la princesse du Bengale y est aussi. Il se déguise en médecin car le sultan croit que la princesse est malade. Le sultan, naïf, le conduit jusqu'à la princesse. Le prince arrive à expliquer à la princesse son plan qui consiste à faire croire au sultan qu'il faut la mettre sur le cheval pour la soigner. 
Le lendemain, le sultan ordonne ce que le prince souhaite : il installe le cheval au milieu de la cour. Ses gardes mettent la princesse sur le cheval puis s'éloignent. Malheureusement pour le sultan, le prince Firouz Schah saute lui aussi sur le cheval et s'enfuit avec la princesse. C'est ainsi que le prince de Perse sauva la princesse de Bengale.